# La Vallée des géants (film, 1927)
Pour les articles homonymes, voir La Vallée des géants.
Pour plus de détails, voir Fiche technique et Distribution.
La Vallée des géants (titre original : The Valley of the Giants) est un film muet américain réalisé par Charles Brabin, sorti en 1927.

## Synopsis
De retour au pays après ses études, Bryce Cardigan découvre que la « Vallée des géants » (de séquoias) de son enfance, où se trouve la tombe de sa mère, est menacée par un projet de déforestation du colonel Pennington, aidé par Jules Rondeau. De plus, son père John connaît des difficultés financières et peut perdre sa propriété au profit de l'homme d'affaires. Shirley, la nièce de celui-ci, découvre sa malhonnêteté et se rallie à Bryce, dont elle tombe amoureuse.

## Fiche technique
- Titre : La Vallée des géants
- Titre original : The Valley of the Giants
- Réalisation : Charles Brabin
- Scénario : Wid Gunning et L. G. Rigby, d'après le roman éponyme de Peter B. Kyne (en)
- Directeur de la photographie : Ted D. McCord
- Directeur artistique : Ted Smith
- Producteur : Wid Gunning
- Compagnie de production et de distribution : First National Pictures
- Genre : Drame / Film d'aventure
- Film muet - Noir et blanc - 70 min
- Date de sortie :
  - États-Unis : 11 décembre 1927

## Distribution
- Milton Sills : Bryce Cardigan
- Doris Kenyon : Shirley Pennington
- Arthur Stone : Buck Ogilvy
- George Fawcett : John Cardigan
- Paul Hurst :  Jules Rondeau
- Charles Sellon : Le colonel Pennington
- Yola d'Avril : Felice
- Phil Brady (en) : « Half Pint »
- James A. Marcus : Le maire
- Erville Alderson, Dan Crimmins, Otto Hoffman, Lucien Littlefield et Dan Mason : Les conseillers

Acteurs non crédités
- Johnny Downs : Bryce enfant
- Lon Poff : Le comptable

### Autres versions
- 1919 : La Vallée des géants (The Valley of the Giants) de James Cruze, première version muette, avec Wallace Reid (Bryce) et Grace Darmond (Shirley, alors nommée Shirley Sumner) ;
- 1938 : La Vallée des géants (Valley of the Giants) de William Keighley, remake parlant, avec Wayne Morris (Bryce, renommé Bill Cardigan) et Claire Trevor (Shirley, renommée Lee Roberts).